# Mi-go
I Mi-go, o Funghi di Yuggoth, sono creature extraterrestri appartenenti alla mitologia horror creata dallo scrittore Howard Phillips Lovecraft. Compaiono per la prima e unica volta nel racconto Colui che sussurrava nelle tenebre (1930), ma vengono citati spesso in altre opere lovecraftiane.

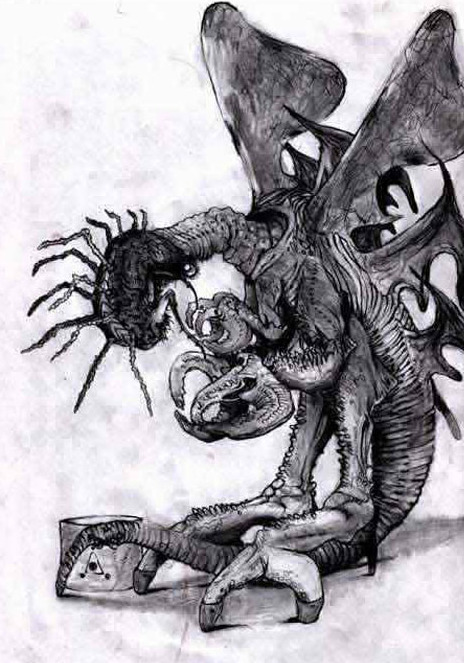
Mi-go

## Descrizione fisica
I Mi-go sono creature rosate lunghe circa 1,5 metri, dal tronco simile a quello di un gambero, la testa formata da un ammasso tentacolare e un paio di ali membranose simili a quelle di un pipistrello. Con queste ali sono in grado di volare nello spazio profondo, mentre sulla Terra sono pressoché inservibili.

## Informazioni generali
I Mi-go hanno sviluppato una tecnologia estremamente superiore a quella umana. Sono infatti in grado di trasportare le persone sul loro avamposto ai limiti del nostro sistema solare, il pianeta Yuggoth (ossia Plutone: in origine essi derivano però "dal nero cosmo al di là dello spazio e del tempo") per sottoporle a terribili esperimenti: uno di questi consiste nell'asportazione del cervello degli individui catturati, per poi trapiantarlo in cilindri metallici opachi dotati di diverse appendici sensoriali. I cervelli in questo stato possono essere addormentati e risvegliati operando su apposite apparecchiature. Quando un cervello è all'interno di un cilindro viene studiato dai Mi-go, che acquisiscono così conoscenze e saperi propri della vittima dei loro esperimenti.
I Mi-go adorano Yog-Sothoth, Nyarlathotep e Shub-Niggurath. Il loro credo religioso sembra comunque di relativa importanza se comparato con i loro interessi scientifici. Tra l'altro, dagli scritti di Lovecraft, traspare l'idea che la loro presenza sulla Terra sia dovuta principalmente all'estrazione di qualche minerale presente in alcune montagne e che l'interazione con l'umanità sia saltuaria e casuale.
Una delle lune di Yuggoth conserva dei simboli sacri ai Mi-go incisi sulla superficie rocciosa del pianeta. Queste iscrizioni sono utili per vari rituali indicati nel Necronomicon. Si narra che la trascrizione di questi simboli può essere percepita dai Mi-go, che daranno la caccia a chi è entrato in possesso dei loro sacri geroglifici.
Da una prospettiva umana, i Mi-go appaiono come creature assolutamente maligne.
Come armi usano tubi metallici capaci di paralizzare o colpire mortalmente gli esseri umani con raggi di qualche tipo.

## Origini del nome
È possibile che Lovecraft, durante le sue letture, si sia imbattuto nella parola migou, che è l'equivalente tibetano dello yeti, una creatura mitica che vivrebbe nascosta tra le montagne dell'Himalaya. Sebbene i Mi-go dei racconti lovecraftiani siano completamente diversi dal migou delle leggende tibetane, Lovecraft sembra comparare le due creature, come si può evincere dal seguente estratto da "Colui che sussurrava nelle tenebre":

Dimostrai invano che le superstizioni del Vermont differivano pochissimo, nella loro essenza, dalle leggende universali che tendono a personificare le forze della natura: da quelle leggende, cioè, che avevano riempito il mondo antico di fauni, satiri e driadi, che avevano fatto nascere i "kallikanzarai" della Grecia moderna e avevano dotato l'Irlanda e il Galles delle loro terribili razze di piccoli trogloditi. Illustrai senza maggior successo un mito ancor più significativo, la credenza degli indigeni del Nepal nei terribili Mi-go, ricordando pure, naturalmente, lo "yeti" nascosto tra i ghiacciai e le rupi sulle vette dell'Himalaya. I miei avversari ritorsero queste cose contro di me dichiarando che esse implicavano una base storica delle antiche leggende: cioè l'esistenza di una razza extraterrestre molto antica che era stata costretta a nascondersi dopo la venuta degli uomini, e che poteva benissimo essere sopravvissuta, in numero assai ridotto, fino a un tempo abbastanza recente se non fino al nostro. (H.P. Lovecraft, H.P. Lovecraft: tutti i racconti 1927-1930, Arnoldo Mondadori Editore, Milano, 1991.)

## Apparizioni in altri media
La prima apparizione dei Mi-go nei fumetti è in alcuni episodi della serie ideata da Mark Ellis e intitolata H. P. Lovecraft's Cthulhu: The Whisperer in Darkness, in cui si parla anche del "Progetto Miskatonic". 
I Mi-go sono spesso presenti anche in Delta Green, una serie di avventure scritte per il gioco di ruolo Il Richiamo di Cthulhu. Stando a Delta Green, la società dei Mi-go si divide in tre caste: gli scienziati, i soldati e gli operai. Non si esclude però che possano esistere ulteriori caste. Il testo afferma inoltre che questa specie extraterrestre ha un corpo dotato di cinque paia di appendici: il primo paio serve per afferrare gli oggetti e manipolarli, mentre le altre paia sono usate per muoversi. La casta dei soldati è dotata di due o più paia di ali, mentre alcuni individui delle altre caste ne sono privi. I Mi-go sono esperti in diversi campi scientifici, specialmente nella chirurgia. Sebbene le loro origini siano esterne al nostro sistema solare, hanno stabilito un avamposto su Plutone e a volte visitano il nostro pianeta alla ricerca di minerali e altre risorse naturali. I Mi-go comunicano tra loro modificando il colore delle loro teste a forma di bulbo ed emettendo dei ronzii. Possono anche parlare ogni lingua umana dopo essersi sottoposti ad apposite modifiche chirurgiche.
I Mi-go sono anche uno dei principali nemici nel gioco di ruolo CthulhuTech, che combina l'universo lovecraftiano con i mecha anime. In questa ambientazione, i Mi-go invadono la Terra per appropriarsi delle tecnologie sviluppate dall'umanità.
I Mi-go appaiono anche nel segmento finale del film Necronomicon di Brian Yuzna.
Nel videogioco Bloodborne, gli eruditi studiosi di Byrgenwerth data la attitudine alla ricerca, si sono trasformati in ibridi umano-Mi-go.